# Сиамашвили, Анзор Семёнович
Анзор Семёнович Сиамашвили (7 июля 1940, Шемокмеди, Махарадзевский район — 29 января 1994) — советский футболист, полузащитник.
Воспитанник футбола г. Махарадзе, тренер Ак. Хурцидзе. В 1959 году играл в местной команде КФК «Колмеурне». в 1960 году — в дубле «Динамо» Тбилиси. В 1960—1961 годах выступал за команду класса «Б» «Локомотив» Тбилиси. С 1962 года — в команде чемпионата СССР «Торпедо» Кутаиси, сыграл 95 матчей, забил два гола. Завершил карьеру после серьёзной травмы ноги в начале 1968 года.
В начале 1980-х работал начальником команды «Торпедо» Кутаиси. Погиб 29 января 1994 года.